# Mashhoodia indica
Mashhoodia indica är en stekelart som beskrevs av Shafee 1972. Mashhoodia indica ingår i släktet Mashhoodia och familjen sköldlussteklar. Inga underarter finns listade i Catalogue of Life.